# Linus Thörnblad
Linus Thörnblad (Suecia, 6 de marzo de 1985) es un atleta sueco especializado en la prueba de salto de altura, en la que consiguió ser medallista de bronce mundial en pista cubierta en 2006.

## Carrera deportiva
En el Campeonato Mundial de Atletismo en Pista Cubierta de 2006 ganó la medalla de bronce en el salto de altura, con un salto por encima de 2.33 metros, siendo superado por los saltadores rusos Yaroslav Rybakov (oro con 2.37 metros) y Andrey Tereshin (plata con 2.35 metros).